# Philip Corner
Philip (Lionel) Corner, aussi dénommé Phil Corner, né le 10 avril 1933 à New York aux États-Unis, est un compositeur, joueur de trombone, pianiste et chanteur américain.

## Biographie
Philip Corner fit ses études à l'Université Columbia avec Otto Luening et Henry Cowell, puis au Conservatoire de Paris avec Olivier Messiaen et enfin prit des cours privés avec Dorothy Taubman à New York. Il enseigna à la New Lincoln School de New York de 1966 à 1972, à la New School for Social Research de 1967 à 1970 et à l'Université Rutgers (centre important de Fluxus aux États-Unis), après quoi il déménagea à Reggio d'Émilie en Italie avec son épouse, la danseuse et chorégraphe Phoebe Neville.
Son association avec Fluxus date de 1961; il fut un compositeur et musicien permanent au Judson Dance Theater de 1962 à 1964, et plus tard à la Experimental Intermedia Foundation. Il cofonda avec Malcolm Goldstein et James Tenney le Tone Roads Chamber Ensemble en 1963 (actif jusqu'en 1970), avec Julie Winter Sounds Out of Silent Spaces en 1972 (actif jusqu'en 1979) et avec Barbara Benary et Daniel Goode, Gamelan Son of Lion en 1976 (toujours actif).
En France il collabore avec le plasticien fabricant de Gong Michel Vogel.

## Œuvres
Corner commença à s'intéresser à la calligraphie au cours de son service militaire en Corée en 1960-1961 et l'étudia avec Ki-sung Kim; il l'incorpore souvent à ses partitions de musique. Au cours de son séjour il tombe amoureux de la musique traditionnelle coréenne, en particulier la composition Sujecheon de jeongak, qu'il décrit comme "la plus belle composition musicale de l'histoire du monde". Beaucoup de ses partitions ont une fin ouverte dans la mesure où certains éléments sont indiqués mais d'autres sont laissés partiellement ou entièrement à l'appréciation des interprètes. Il utilise quelquefois les notations standards, quelquefois des notations graphiques, d'autres fois des notations sous forme de texte etc. Sa musique explore fréquemment des sonorités involontaires, des variables aléatoires, la musique minimaliste, ainsi que des accordages et des instruments non occidentaux. Des contacts avec des artistes d'autres medias, spécialement de la danse et des arts visuels, son intérêt de longue date pour les religions orientales, en particulier le Bouddhisme, ainsi que l'étude des compositeurs du Baroque et du pré-Baroque ont eu un impact considérable sur sa musique.
Parmi ses œuvres caractéristiques on peut citer notamment les compositions orchestrales Passionate Expanse of the Law, Sang-teh/Situations et Through the Mysterious Barricade. Son œuvre d'une étendue considérable contient aussi des compositions pour piano (perfect, Pictures of Pictures from Pictures of Pictures), des œuvres chorales (Peace, be still), de la musique électronique (la cantate guerrière Oracle), et plus de 400 compositions de la série Gamelan. Il divise ses créations en cinq périodes, qui reflètent ses postures de l'époque:
1. Culture, Années 1950
2. Le Monde, Années 1960 et 1970
3. Esprit (Mind), Années 1970 et 1980
4. Corps, 1980s et 1990s
5. Esprit (Spirit); Âme, 1999 - présent

### Activités non musicales
En complément de ses travaux en tant que compositeur et musicien, il a créé de nombreux assemblages artistiques, des œuvres calligraphiques, des collages, dessins et peintures, dont bon nombre ont été exposés à travers le monde. Il a également écrit de nombreux poèmes qui, comme une partie de sa musique, ont été publiés sous son pseudonyme en coréen Gwan Pok, ce qui signifie "Contemplation d'une chute d'eau".

## Discographie
- Philp Corner "Through Mysterious Exotic Barricades: Asian & African" (2016). Setola di Maiale SM3080 CD
- Philp Corner and Rahayu Supanggah "Together in New York" (2015). Setola di Maiale SM2760 CD
- Philip Corner: Extreme Positions (2007). New World Records 80659-2 (2 CD). The Barton Workshop (James Fulkerson, directeur)
- 40 Years and One: Philip Corner Plays the Piano (2000). XI 125. joué par le compositeur, enregistré en 1998.
- More from the Judson Years, early 60s, Volume Two Alga Marghen 056CD (inclut "Everything Max Has," "Big Trombone," "Homage to Revere," "Punkt," "Passionate Expanse of the Law" et "Expressions in Parallel").
- More from the Judson Years, early 60s, Volume One Alga Marghen 055CD (inclut "Passionate Expanse of the Law," "Air Effect," "OM Emerging," "As Pure to Begin," "Music, reserved until now," et "Composition with or without Beverly").
- Gong + Alga Marghen 042CD (inclut "Metal Meditations with Listening Center," "Gong!" et "Pulse Polyphony").
- Three Pieces for Gamelan Ensemble Alga Marghen 034CD (inclut "Gamelan," The Barcelona Cathderal" et "Belum").
- On Tape from the Judson Days Alga Marghen 019CD (inclut "Lucinda Pastime," Memories:Performances," "From Thais," "Oracle, a Cantata on Images of War," "Flares" et "Circus Tape").
- Word-Voices Alga Marghen 4 VOC SON 010 (lp - inclut "Vox," "Vocalise" et "Air Effect").
- Metal Meditations Alga Marghen (lp).

## Sources
- (en) Cet article est partiellement ou en totalité issu de l’article de Wikipédia en anglais intitulé « Philip Corner » (voir la liste des auteurs).